# Steve Lowndes
Steve Lowndes, diminutivo di Stephen Robert Lowndes (Newport, 17 giugno 1960) è un ex calciatore gallese, di ruolo centrocampista.

## Carriera

### Club
Dopo aver giocato nelle giovanili dei semiprofessionisti del Monmouth Town passa a quelle del Newport County, club della sua città natale, con il quale nel 1977, all'età di 17 anni, esordisce tra i professionisti, nella quarta divisione inglese; nella stagione 1979-1980, al suo terzo anno consecutivo nella rosa degli Exiles, conquista una promozione in terza divisione e vince la Coppa del Galles (prima ed unica nella storia del club), conquistando così la qualificazione alla Coppa delle Coppe 1980-1981, nella quale il Newport County raggiunge i quarti di finale, ed in cui Lowndes gioca 6 partite(EN) Steve Lowndes, su Worldfootball.net. segnando anche una rete. Gioca poi per un triennio in terza divisione con il Newport County, venendo poi nel 1983 ceduto al Millwall (altro club di terza divisione) dopo complessive 208 presenze e 39 reti in incontri di campionato.
Con i Lions già nella sua prima stagione conquista una promozione in seconda divisione, categoria nella quale poi gioca dal 1984 al 1986, anno in cui dopo un totale di 10 reti in 96 partite di campionato giocate con la maglia del club londinese viene ceduto al Barnsley: la sua permanenza ai Tykes si protrae per complessive quattro stagioni, tutte trascorse in seconda divisione, durante le quali totalizza complessivamente 116 presenze e 20 reti in incontri di campionato. Successivamente gioca anche con l'Hereford Utd: nell'arco di due stagioni, entrambe in quarta divisione, totalizza complessivamente 49 presenze e 4 reti. Nel 1990, all'età di 30 anni, fa ritorno al Newport County, che nel frattempo per problemi economici era stato nel 1989 espulso dalla Football League e militava nella Midland Division della Southern Football League (settima divisione): nella stagione 1994-1995 vince anche il campionato, trascorrendo così la stagione 1995-1996 in Southern Football League (sesta divisione), per poi ritirarsi, all'età di 36 anni, dopo ulteriori 12 reti in 150 presenze con il Newport County (con cui in carriera ha dunque totalizzato 358 presenze e 51 reti in partite di campionato).
In carriera ha totalizzato complessivamente 467 presenze e 73 reti nei campionati della Football League.

### Nazionale
Nel 1980 ha giocato una partita amichevole con la nazionale gallese Under-21, durante la quale ha anche segnato una rete. Tra il 1983 ed il 1988 ha giocato complessivamente 10 partite nella nazionale gallese.

## Palmarès

### Club

#### Competizioni nazionali
- Coppa del Galles: 1

Newport County: 1979-1980
- Southern Football League Midland Division: 1

Newport County: 1994-1995